# Koh Pich
Koh Pich (tiếng Khmer: កោះពេជ្រ, Kaôh Péch [kɑh peic], nghĩa là "Đảo Kim Cương") là một quận mới của thủ đô Phnôm Pênh nằm trên sông Mê Kông và sông Bassac.
Vùng đất này dài 2 km và rộng gần 400 m, gốc phù sa có thời từng là một đầm lầy cho đến năm 2000. Theo hợp đồng được ký kết vào tháng 1 năm 2006 giữa OCIC (Công ty Đầu tư Campuchia Hải ngoại), một công ty Campuchia có vốn Trung Quốc và Đô trưởng Phnôm Pênh, hiện tại (2018) đang trong quá trình xây dựng hoàn chỉnh có thể trở thành khu dân cư và một đô thị riêng biệt của Phnôm Pênh.
Một khu phố mang tên Elysée có phong cách kiến trúc lấy cảm hứng từ thủ đô Paris của Pháp. Ở các khu vực khác, những tòa tháp cao đang được chủ đầu tư dự án cho thi công mau chóng. Ngoài ra, một tòa tháp ngắm cảnh cao hơn 500 m dự kiến được xây dựng ở phía bắc của hòn đảo nếu việc nghiên cứu thổ nhưỡng thuận lợi (tháng 1 năm 2018).
Hầu như toàn bộ hòn đảo đều nằm trong quận Chamkarmon.

## Giáo dục
Trường Quốc tế Canada ở Phnôm Pênh có cơ sở chính ở Koh Pich và chính thức mở cửa vào năm 2015.

## Hình ảnh

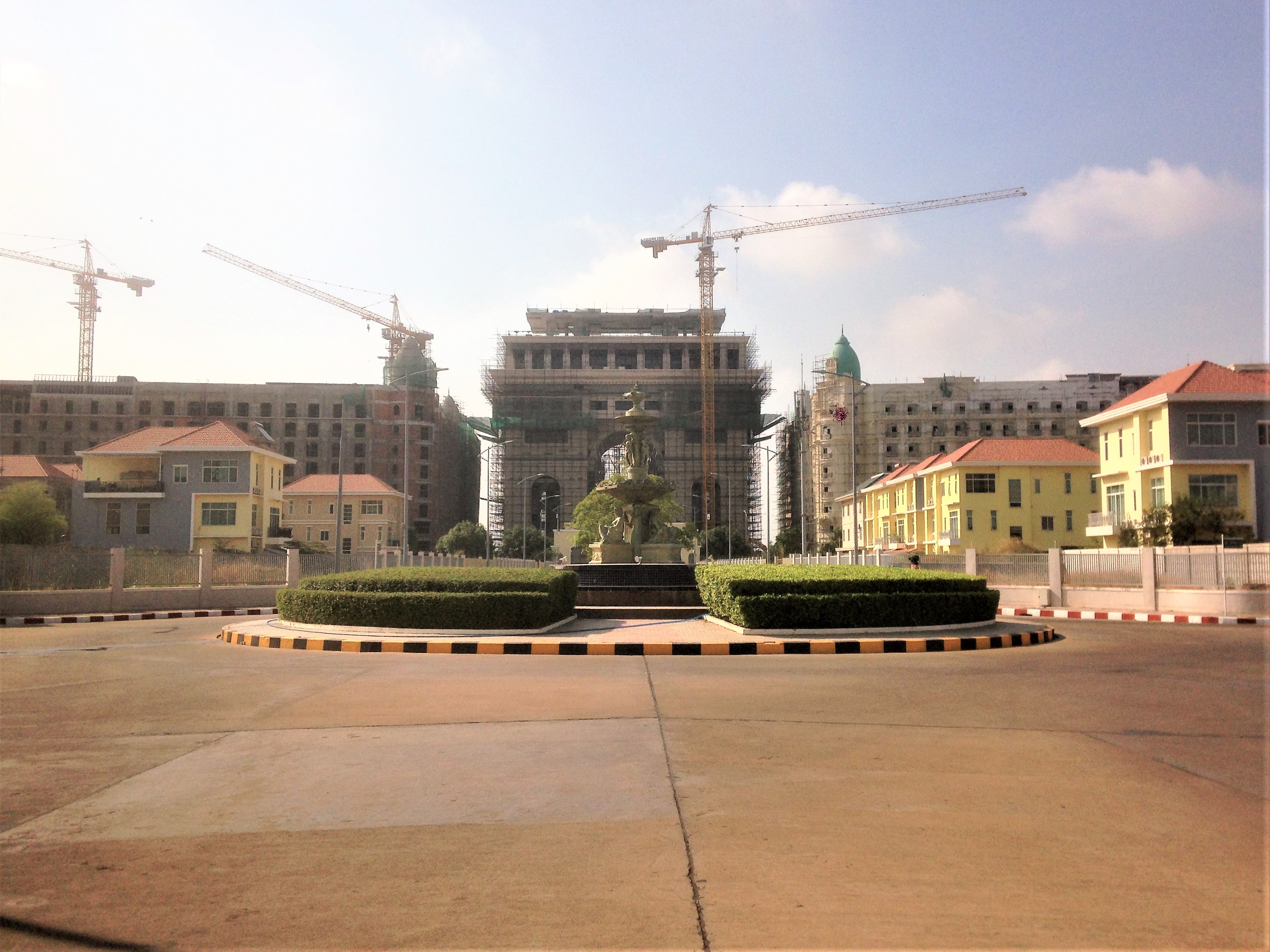
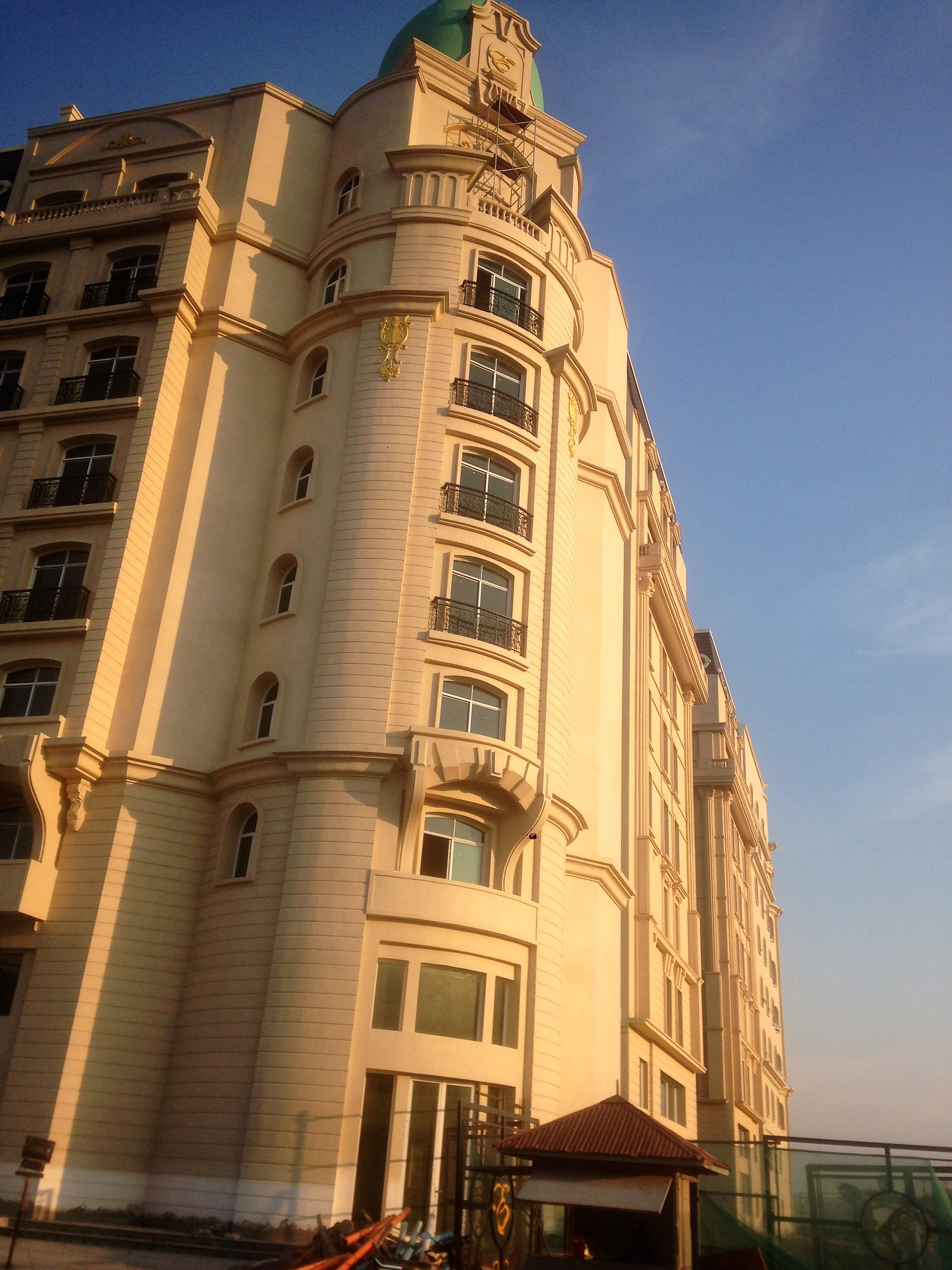
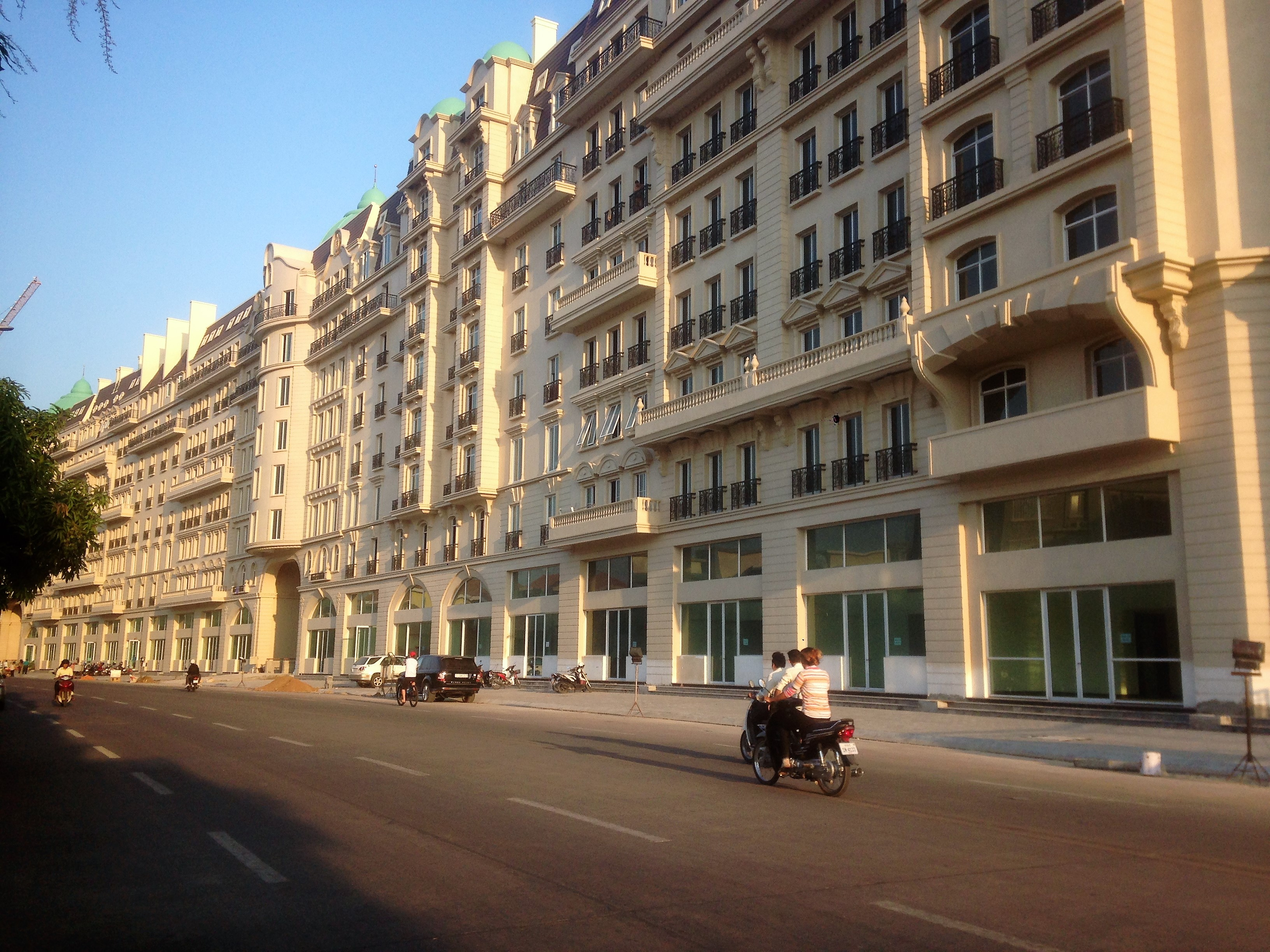
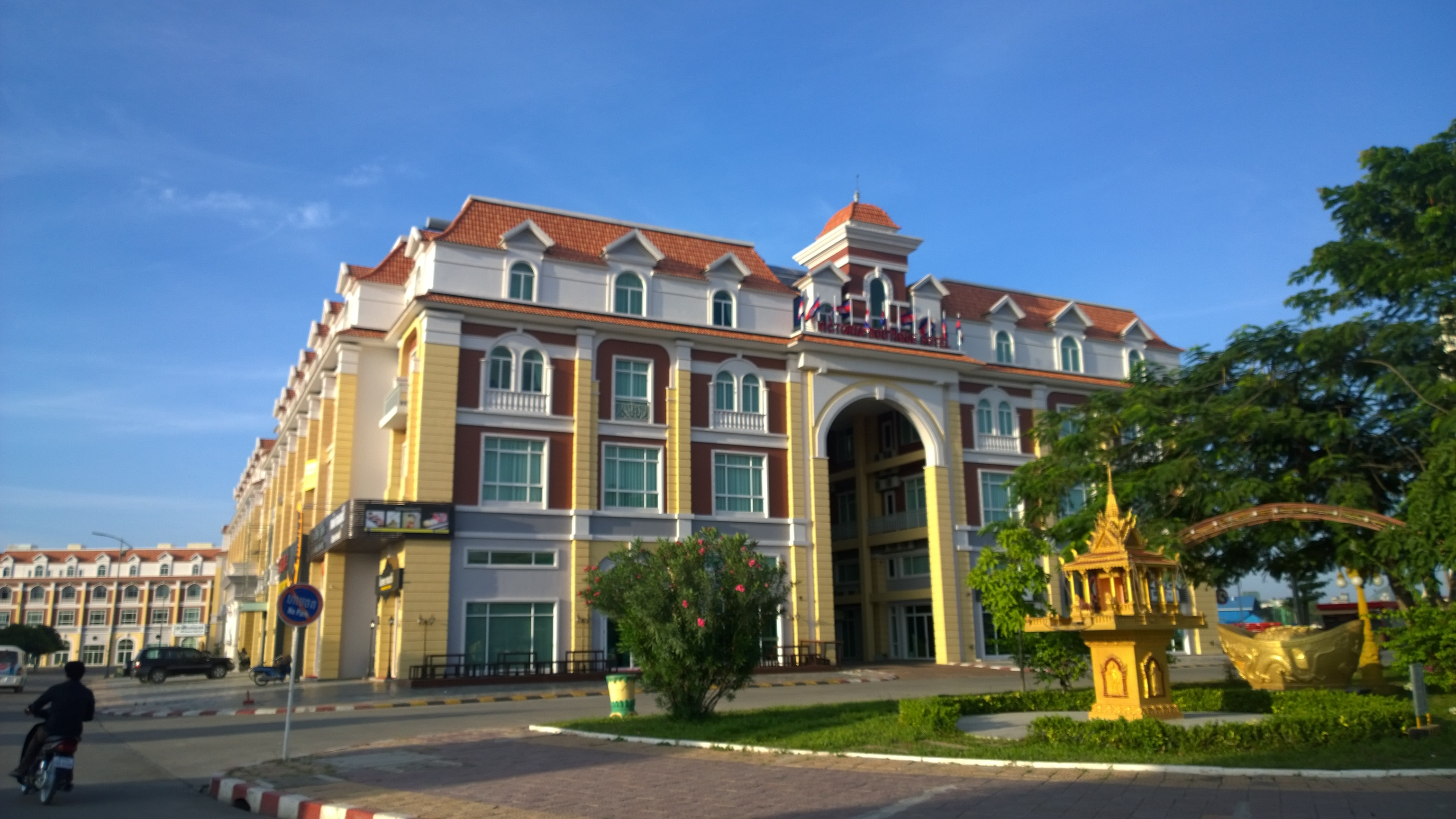
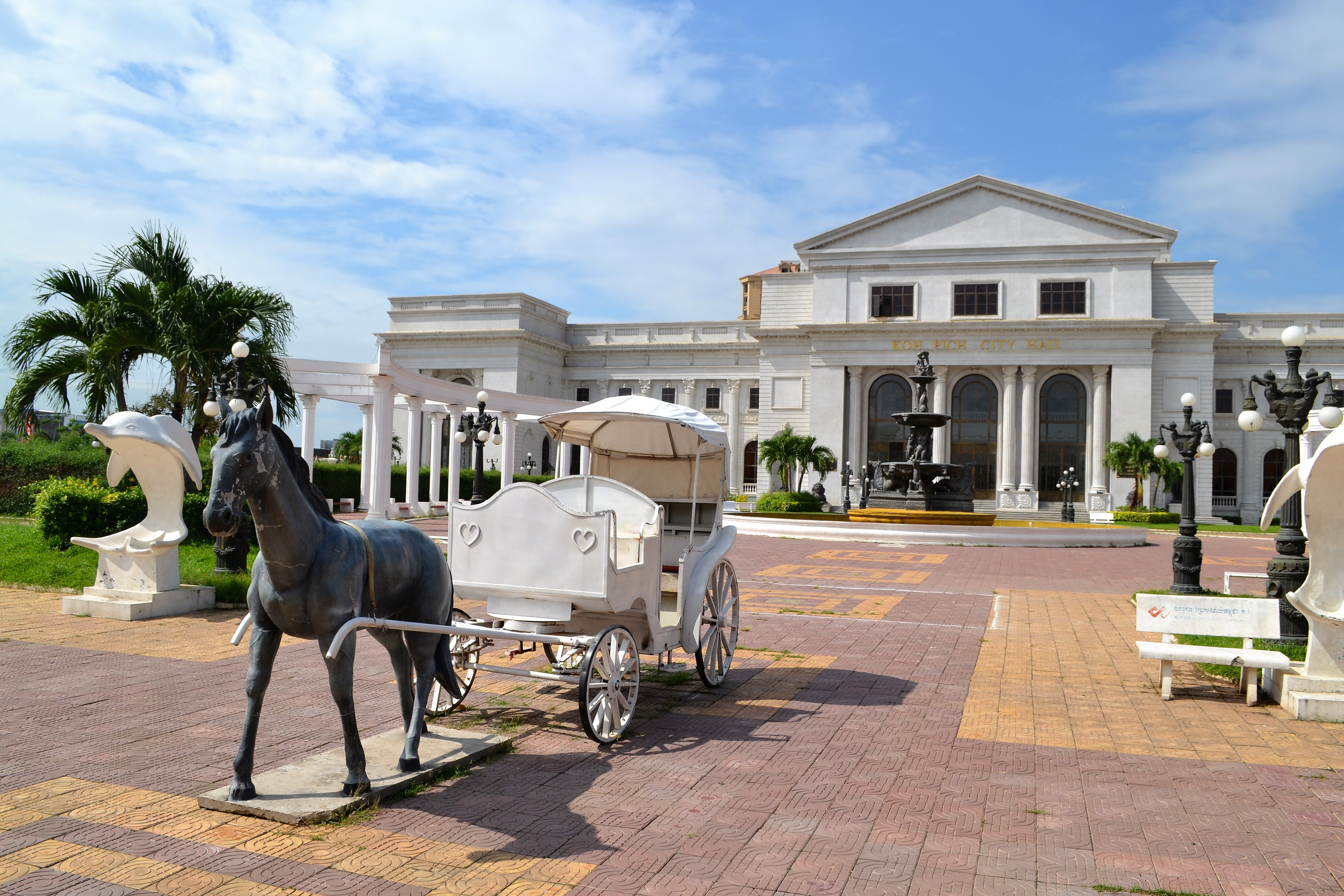

## Tai nạn năm 2010
- Vụ giẫm đạp ở Phnôm Pênh